# Kaminabure
Kaminabure är ett periodiskt vattendrag i Burundi.   Det ligger i provinsen Cankuzo, i den nordöstra delen av landet, 150 kilometer öster om huvudstaden Bujumbura.
I omgivningarna runt Kaminabure växer huvudsakligen savannskog. Runt Kaminabure är det ganska tätbefolkat, med 144 invånare per kvadratkilometer.